# قلعة قاضي (مهر أنرود)
قلعة قاضي (بالفارسية: قلعه قاضی) هي منطقة سكنية تقع في إيران في قسم مهر أنرود المرکزي الريفي. يقدر عدد سكانها بـ 474 نسمة .